# The Dawn of Yangchen
The Dawn of Yangchen (literalmente en español: El amanecer de Yangchen) es la tercera novela de fantasía de la saga las Crónicas del Avatar perteneciente a la literatura juvenil del autor estadounidense F. C. Yee, y la primera sobre el personaje ficticio del Avatar Yangchen de Michael Dante DiMartino y Bryan Konietzko. Fue publicada el 19 de julio de 2022 por Amulet Books de la editorial Abrams.

## Argumento
La historia sigue a Yangchen, que aún no se ha ganado el respeto que siente por Szeto, su vida pasada y predecesor en el ciclo Avatar: en una era en la que la lealtad se compra en lugar de ganarse, tiene pocas razones para confiar en su consejero. 
Cuando Yangchen viaja a la ciudad de Bin-Er en el Reino Tierra por asuntos políticos, conoce a Kavik, un maestro agua con quien entabla amistad. Bin-Er es gobernada por mercaderes corruptos shang que están resentidos con el Rey Tierra y sus caprichos. Para escapar de su influencia, los shang tienen una misteriosa arma de destrucción masiva que pondría el poder en sus manos.